# Мефона (супутник)

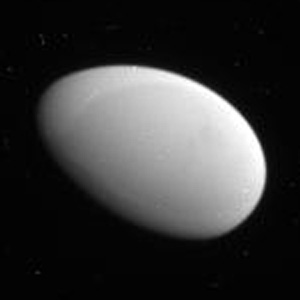
Мефона

Мефона (лат. Methone, грец. Μεθωνη) — одинадцятий за віддаленістю від планети природний супутник Сатурна. Його орбіта знаходиться між орбітами Мімаса і Енцелада.
Мефона була відкрита групою астрономів на чолі з Кароліною Порко (Cassini Imaging Team) 1 червня 2004 року.
У грецькій міфології Мефона — алкіоніда, одна із семи доньок Алкіонея.

## Корисні посилання
- Робоча група з номенклатури планет — Назви і відкривачі планет і супутників [Архівовано 25 серпня 2009 у Wayback Machine.](англ.)
- Циркуляр МАС №8389: Оголошення про відкриття S/2004 S 1 і S/2004 S 2(англ.)
- Циркуляр МАС №8471: Нові назви супутників Сатурна [Архівовано 10 липня 2020 у Wayback Machine.] (21 січня 2005 року).(англ.)